# The Bobby Darin Story
| Recensione | Giudizio |
| ---------- | -------- |
| AllMusic   |          |

The Bobby Darin Story è un album raccolta del cantante statunitense Bobby Darin, pubblicato nell'aprile del 1961 .

## Descrizione
Nel 1957 Bobby firmò un contratto con la Atco Records (all'epoca facente parte della Atlantic).
I primi dischi furono insuccessi commerciali, passò quasi un anno prima che arrivasse il primo grande successo con il brano Splish Splash. 
Seguirono altri hit in classifica in rapida successione: Queen of the Hop, Early in the Morning, Dream Lover.
Iniziò quindi a lavorare in alcuni locali notturni importanti.
Dopo il travolgente successo di Queen of the Hop, registrò il suo primo vero LP: That's All.
Tratto dall'album e pubblicato come singolo, Mack the Knife, divenne il più grande successo del 1959, vendendo oltre 2.000.000 di copie.
Inaugurò a Las Vegas con George Burns il Sahara, seguì un ingaggio al The Cloister di Los Angeles.
Questo lo portò a Hollywood, il suo obiettivo originale; ma era lì come cantante, non come attore.
Suonò in tutti i principali nightclub d'America, culminando in un ingaggio che per lungo tempo era stata la sua più alta ambizione come cantante: il Copacabana di New York (un concerto fu registrato dal vivo per l'album Darin at the Copa).
Le apparizioni televisive divennero sempre più frequenti e nel 1959 firmò un contratto con la Paramount Pictures e con la Universal International.
Finalmente era un attore e il suo primo obiettivo era stato raggiunto grazie al canto.
A questo punto della sua carriera molte persone pensavano che Darin avrebbe smesso di cantare.
La risposta di Bobby fu: "Non succederà mai".

## Tracce

### LP (1961, ATCO Records, 33-131/SD 33-131)
Lato A
1. Splish Splash (Registrato il 10 aprile 1958) – 2:08 (Bobby Darin, Jean Murray) – Tratto dall'album: Bobby Darin (1958)
2. Early in the Morning (Registrato il 24 aprile 1958) – 2:14 (Bobby Darin, Woody Harris) – Pubblicato in formato singolo nel 1958 (Atco 6121)
3. Queen of the Hop (Registrato il 10 aprile 1958) – 2:03 (Woody Harris) – Pubblicato in formato singolo nel 1958 (Atco 6127)
4. Plain Jane (Registrato il 5 dicembre 1958) – 1:53 (Doc Pomus, Mort Shuman) – Pubblicato in formato singolo nel 1959 (Atco 6133)
5. Dream Lover (Registrato il 5 marzo 1959) – 2:27 (Bobby Darin) – Pubblicato in formato singolo nel 1959 (Atco 6140)
6. Mack the Knife (Registrato il 19 dicembre 1958) – 2:57 (testo: Bertolt Brecht – musica: Kurt Weill) – Tratto dall'album: That's All (1959)

Durata totale: 13:42
Lato B
1. Beyond the Sea (Registrato il 23 dicembre 1958) – 2:42 (Charles Trenet, Léo Chauliac) – Tratto dall'album: That's All (1959)
2. Clementine (Registrato il 3 settembre 1959) – 3:14 (Woody Harris) – Tratto dall'album: This Is Darin (1960)
3. Bill Bailey (Arrangiamento di Bobby Darin, registrato il 2 febbraio 1960) – 2:02 (Hughie Cannon) – Pubblicato in formato singolo nel 1960 (Atco 6167)
4. Artificial Flowers (Registrato il 18 agosto 1960) – 3:13 (testo: Sheldon Harnick – musica: Jerry Bock) – Pubblicato in formato singolo nel 1960 (Atco 6179)
5. Somebody to Love (Registrato i 22 luglio 1959) – 2:11 (Bobby Darin) – Pubblicato in formato singolo nel 1960 (Atco 6179)
6. Lazy River (Registrato il 18 agosto 1960) – 2:32 (Sid Arodin, Hoagy Carmichael) – Pubblicato in formato singolo nel 1961 (Atco 6188)

Durata totale: 15:54

## Musicisti
Splish Splash / Queen of the Hop
- Bobby Darin – voce, pianoforte
- Al Caiola – chitarra
- Billy Mure – chitarra
- Wendell Marshall – contrabbasso
- Jesse Powell – sassofono tenore
- Panama Francis – percussioni
- Ahmaet Ertegun – produzione

Early in the Morning
- Bobby Darin – voce
- George Barnes – chitarra
- Al Chernet – chitarra
- Ernie Hayes – pianoforte
- Sam "The Man" Taylor – sassofono
- Sanford Bloch – contrabbasso
- Panama Francis o Phil Krause – batteria
- Helen Way Singers (gruppo vocale) – cori
- Dick Jacobs – produzione

Plain Jane
- Bobby Darin – voce
- Billy Mure – chitarra
- King Curtis – sassofono tenore
- Jesse Powell – sassofono baritono
- Everett Barksdale – chitarra basso
- Lloyd Trotman – contrabbasso
- Belton Evans – batteria
- Ahmet Ertegun e Jerry Wexler – produzione

Dream Lover
- Bobby Darin – voce
- George Barnes – chitarra
- Neil Sedaka – pianoforte
- King Curtis – sassofono tenore
- Stick Evans – batteria
- Altri musicisti non accreditati
- Ahmet Ertegun e Jerry Wexler – produzione

Mack the Knife / Beyond the Sea
- Bobby Darin – voce
- Richard Weiss – direttore d'orchestra
- Componenti orchestra non accreditati

Clementine
- Bobby Darin – voce
- Richard Weiss – direttore d'orchestra, arrangiamento
- Componenti orchestra non accreditati

Bill Bailey
- Bobby Darin – voce
- Bobby Scott – direttore d'orchestra
- Componenti orchestra non accreditati

Artificial Flowers / Lazy River
- Bobby Darin – voce
- Bobby Scott – direttore d'orchestra
- Componenti orchestra non accreditati

Somebody to Love
- Bobby Darin – voce
- Bob Bain – chitarra
- Bobby Short – pianoforte
- Plas Johnson – sassofono tenore
- Red Callender – contrabbasso
- Earl Palmer – batteria
- The Blossoms (gruppo vocale) – cori
- Compoenti sezione strumenti ad arco non accreditati
- Jimmie Haskell – arrangiamento e coproduzione
- Ahmet Ertegun e Jerry Wexler – produzione[7]

### Produzione
- Ahmet Ertegün – produzione, supervisione
- Loring Eutemey – design copertina album originale[8]

## Classifica
Album
| Anno | Classifica | Posizione raggiunta |
| ---- | ---------- | ------------------- |
| Data | TOP LPs    | 18                  |

Singoli
| Anno | Titolo del brano   | Classifica             | Posizione raggiunta |
| ---- | ------------------ | ---------------------- | ------------------- |
| 1960 | Artificial Flowers | Hot 100                | 20                  |
| 1960 | Somebody to Love   | Hot 100                | 45                  |
| 1961 | Lazy River         | Hot 100                | 14                  |
| 1961 | Lazy River         | Official Singles Chart | 2                   |